# Ozraptor
Ozraptor subotaii
Genre
Espèce
Ozraptor est un genre éteint de dinosaures théropodes de la super-famille des Abelisauroidea. Il a vécu en Australie durant le Jurassique moyen. 
Il comporte uniquement l'espèce Ozraptor subotaii, décrite en 1998 par Long et Molnar.

## Étymologie
Le nom de genre combine le mot « Ozzies », surnom des Australiens et le mot latin « raptor », « voleur ». Le nom d'espèce est tiré d'un personnage de fiction, « Subotaï », un voleur, dans le film Conan le Barbare.

## Datation et distribution
Le fossile d'Ozraptor subotaii a été découvert en 1967 dans la formation géologique des grès de Colalura près de Geraldton en Australie-Occidentale.
La formation est datée du Jurassique moyen, plus précisément du Bajocien moyen, soit il y a environ 169 Ma (millions d'années). C'est, avec Rhoetosaurus, le plus vieux dinosaure d'Australie.

## Description
Le fossile consiste uniquement en une extrémité distale (inférieure) d'un tibia gauche référencée sous le code UWA 82469. Ce fragment d'os mesure 8 centimètres de long et 4 centimètres de large à sa base. Cet os après sa découverte a été considéré comme appartenant à une tortue fossile. Un réexamen dans les années 1990 a conduit le paléontologue australien John A. Long à considérer qu'il s'agissait du tibia d'un dinosaure théropode, qui fut nommé la même année Ozraptor subotaii par John A. Long et Ralph E. Molnar en se basant sur des caractères particuliers comme un processus ascendant astragalaire de forme rectangulaire avec une extrémité supérieure rectiligne et la présence d'une ligne de crête verticale sur la facette astragalaire.
Le tibia entier devait avoir une longueur d'environ 17 à 20 centimètres, ce qui donne une longueur estimée pour l'animal d'environ 2 mètres.

## Classification
Basée sur un reste fossile aussi limité, la position taxonomique d'Ozraptor subotaii est délicate à établir. Considéré en 1998 comme un théropode incertae sedis, il a été décrit en 2004 comme un Avetheropoda par Thomas Holtz, tandis qu'Oliver Rauhut en 2005 pense qu'il s'agit d'un Abelisauroidea, le plus ancien connu.
Il est considéré comme nomen dubium par M. T. Carrano et S. D. Sampson (2008),.